# Villers-la-Chèvre
Villers-la-Chèvre è un comune francese di 556 abitanti situato nel dipartimento della Meurthe e Mosella nella regione del Grand Est.

## Società

### Evoluzione demografica
Abitanti censiti